# Pat (Ungheria)
Pat è un comune dell'Ungheria di 254 abitanti (dati 2001). È situato nella contea di Zala.